# Gareth Paddison

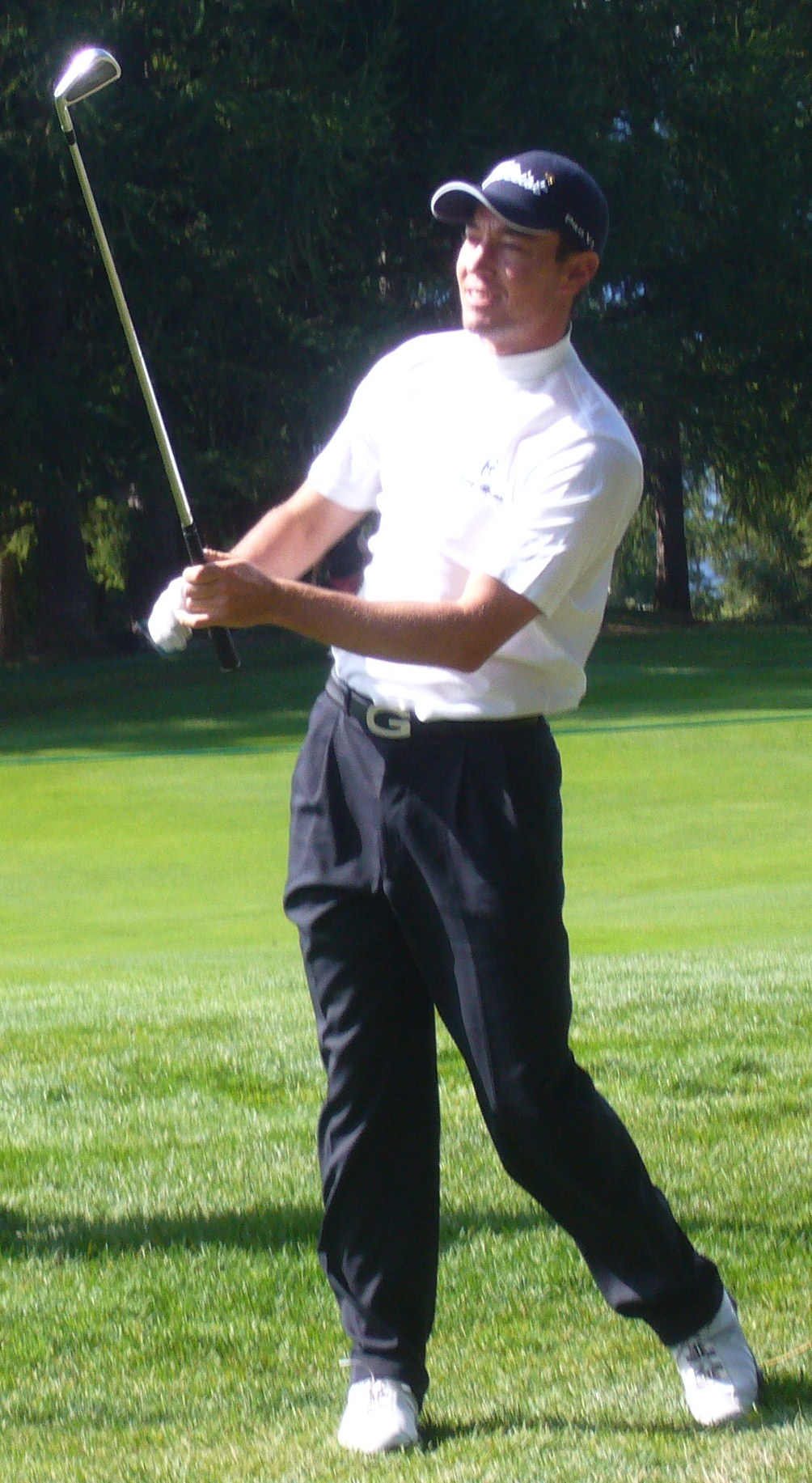
Garrison op de European Masters in Crans, 2008

Gareth Paddison is een professioneel golfer uit Nieuw-Zeeland. 

## Amateur

### Gewonnen
- 1999: Queensland Amateur Championship, New Zealand Amateur Stroke Play
- 2000: Waikato Stroke Play
- 2001: Canadian Amateur Championship

## Professional
Paddison werd in 2001 professional en speelde toen handicap +1. Hij won dat jaar de Dunedin Classic. Hij speelt nu op de Europese Challenge Tour en is linkshandig.
Zijn coach is Jason Floyd.
Zijn topjaar was 2008, maar hij verdiende net te weinig om zich automatisch voor 2009 te kwalificeren. Hij werd dat jaar ook 18de bij het Australisch Open op Royal Sydney.
In 2002 kreeg Paddison de Norman Von Nida Australian PGA Rookie of the Year Award.

### Gewonnen
Paddison heeft een toernooi gewonnen in Nieuw-Zeeland en in Australië. 
- 2002: Scenic Circle Hotels Golf Classic
- 2004: Victorian Open

#### Challenge Tour
- 2007: Open des Volcans